# Pálha
A pálha  vagy melléklevél (stipula) a levélalap kétoldalian kiszélesedő páros függeléke. A zárvatermőkre széles körben jellemző, de közöttük is előfordulnak pálha nélküliek. Morfológiája rendkívül változatos. Típusai:
- szabadon álló pálha (pl. ibolyafélék)
- levélnyéllel összenőtt pálha (pl. rózsafélék)
- pálhalevél (széles körben elterjedt)
- pálhatövis (pl. lepényfaformák, mimózaformák)
- pálhaszőr[forrás?]
- pálhakacs (pl. szárcsafűfélék)
- pálhakürtő (pl. keserűfűfélék)
- pálhamirigy[forrás?][1]

## Képek

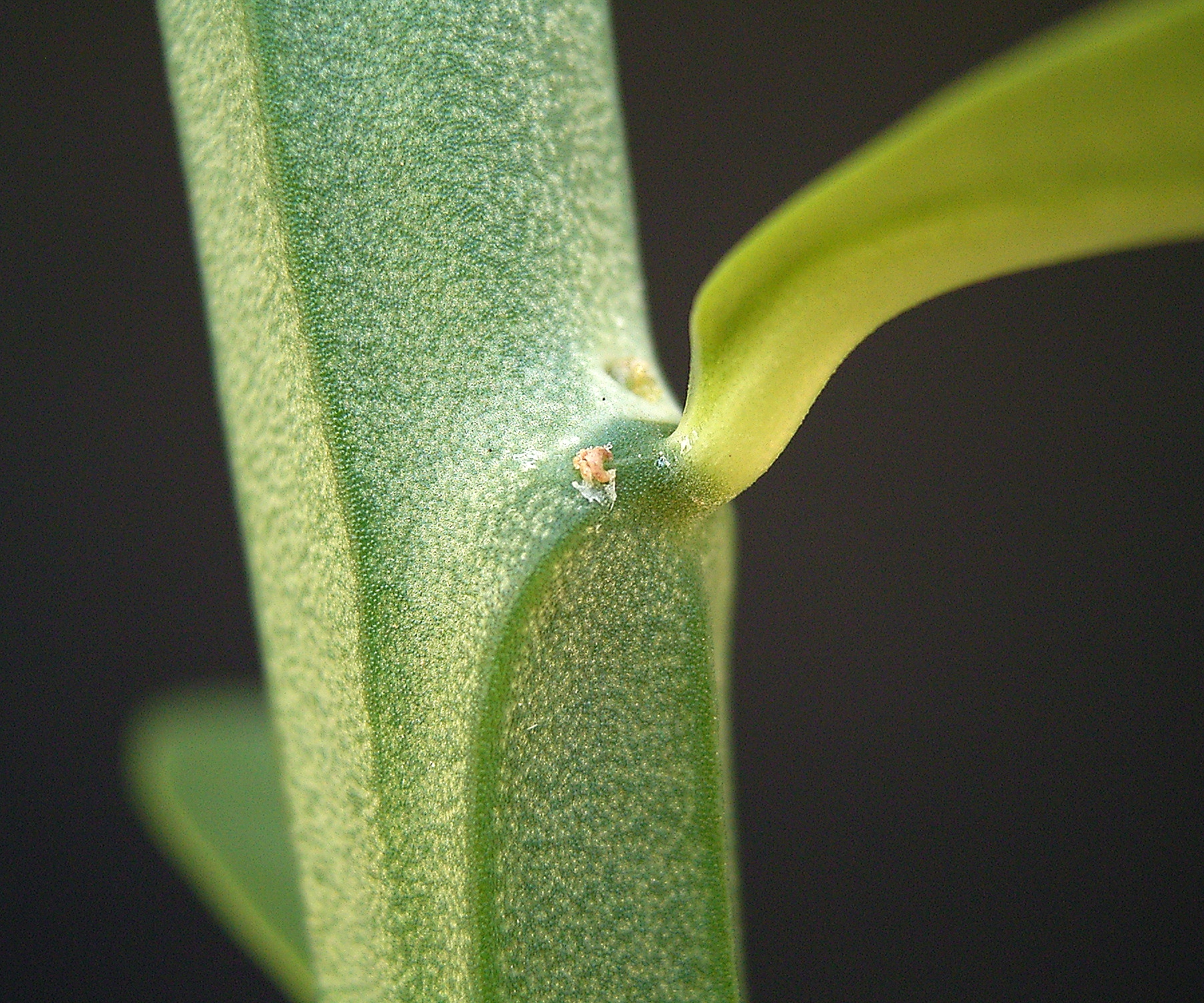
Euphorbia pteroneura mirigyes pálhája
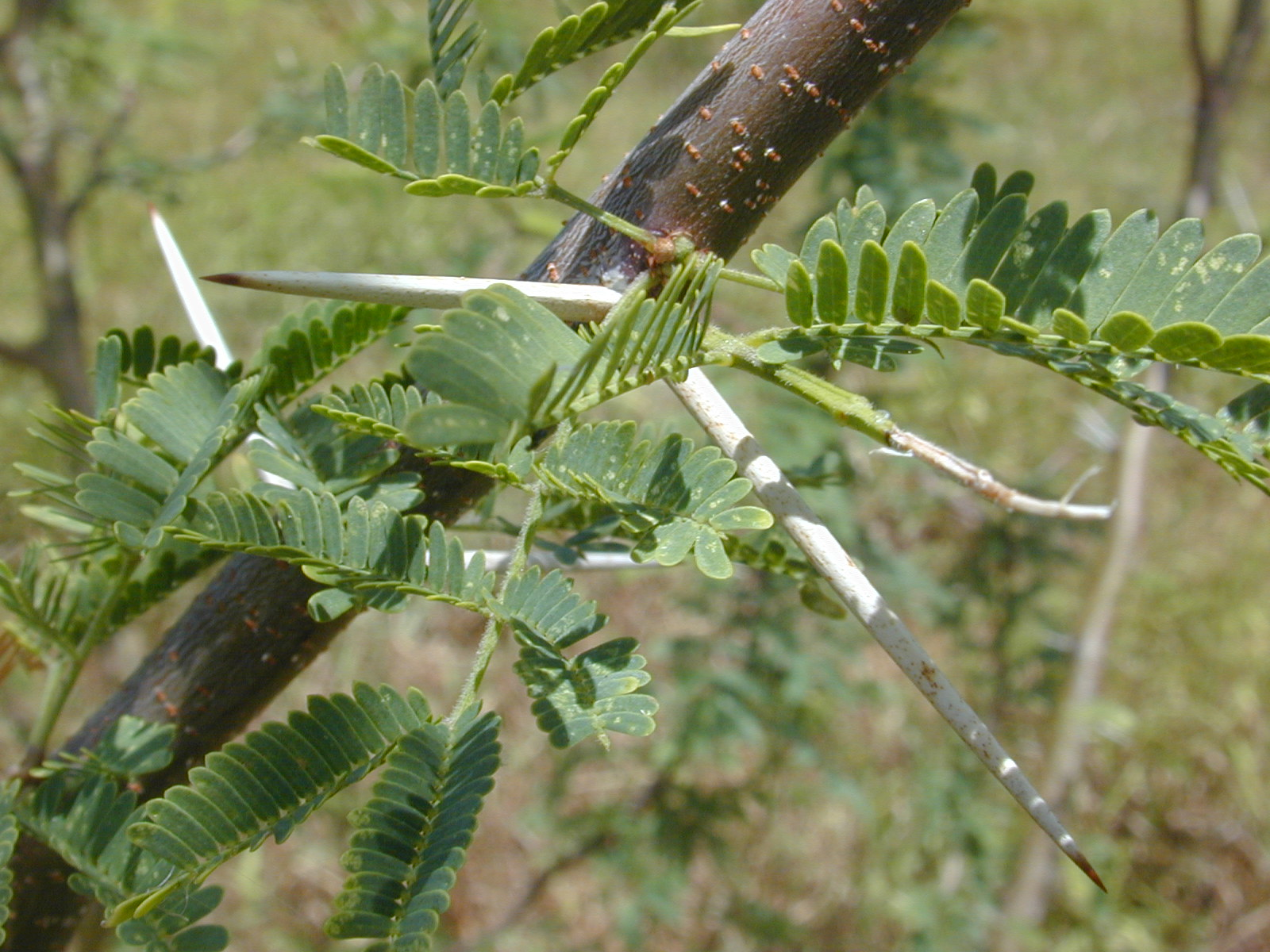
Prosopis pallida pálhatövisei
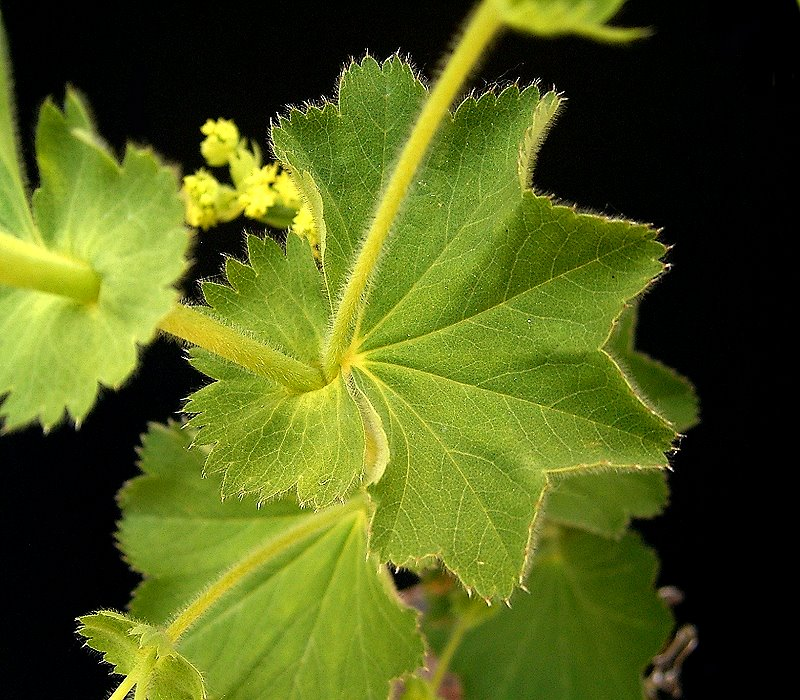
Alchemilla mollis pálhalevelei
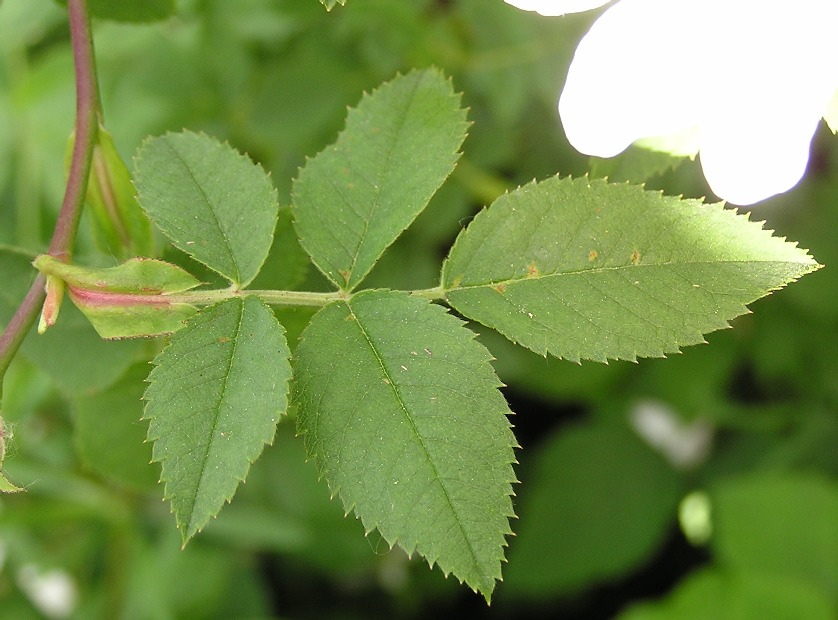
Rosa canina pálhalevelei a levélnyél tövénél
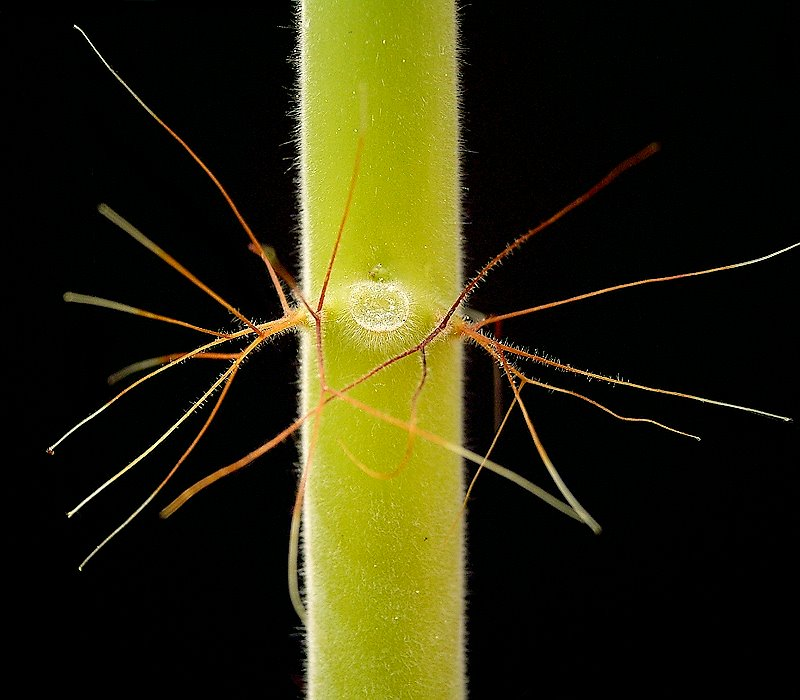
Jatropha spicata pálhaszőrei
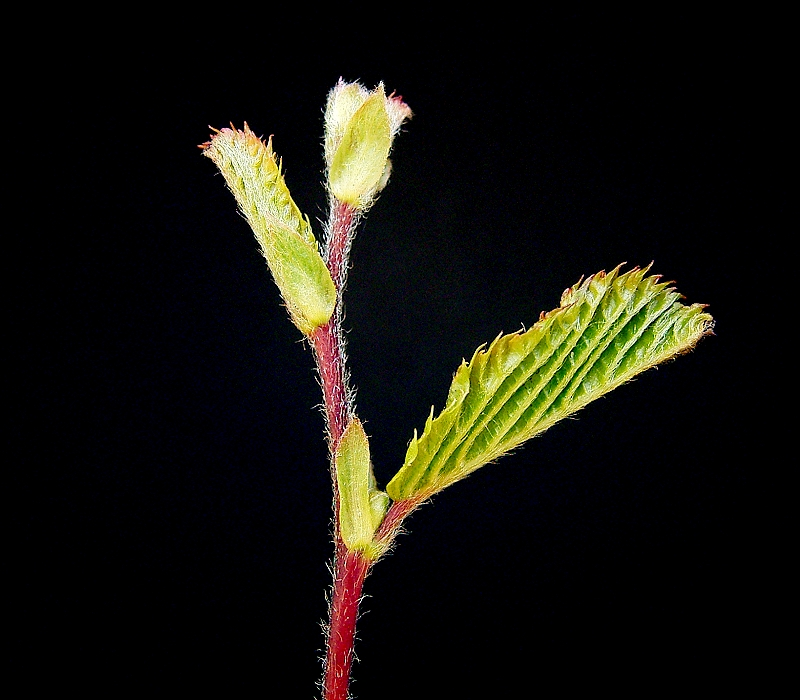
Carpinus betulus fiatal leveleit védő pálha
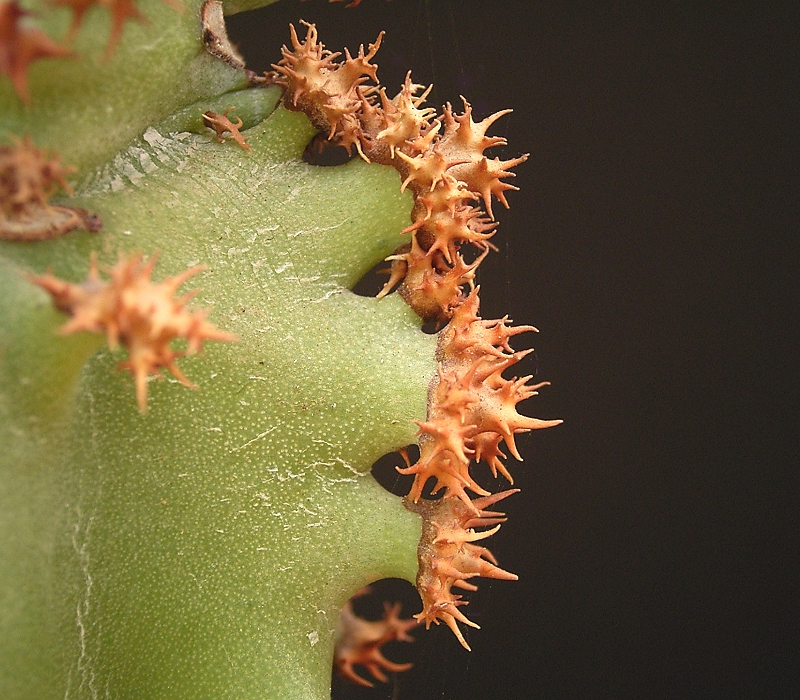
Euphorbia spectabilis pálhatövisei
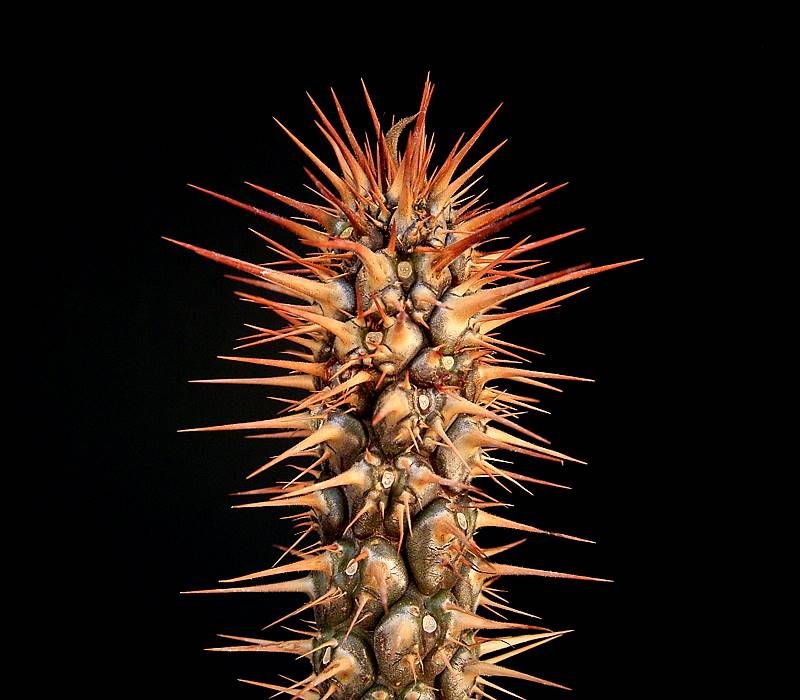
Euphorbia didieroides pálhatövisei, tüskékkel vegyítve